# Hawesville (Kentucky)
Hawesville település az Amerikai Egyesült Államok Kentucky államában, Hancock megyében, melynek megyeszékhelye is. Lakosainak száma 1023 fő (2020. április 1.).

## Népesség
A település népességének változása:

| 2010 | 945   |
| 2020 | 1 023 |